# Agrilus montosae
Agrilus montosae é uma espécie de inseto do género Agrilus, família Buprestidae, ordem Coleoptera.
Foi descrita cientificamente por Barr, 2008.